# Grady Sutton
Grady Harwell Sutton (* 5. April 1906 in Chattanooga, Tennessee; † 17. September 1995 in Woodland Hills, Los Angeles) war ein US-amerikanischer Schauspieler.

## Leben
Bereits Mitte der 1920er-Jahre kam Grady Sutton durch einen Zimmerkollegen, einen jüngeren Bruder des Filmregisseurs William A. Seiter, zum Film und gab sein Debüt in The Mad Whirl. Der 1,88 Meter große Sutton trat zwischen 1925 und 1979 in mehr als 200 Filmen auf. Sutton war meist auf komödiantische Nebenrollen festgelegt und spielte oft unbedarfte, tölpelhafte, ängstliche und einfältige Charaktere. Seine bekanntesten Rollen spielte er in Filmkomödien, unter anderem mehrmals an der Seite von W. C. Fields, etwa als Fields’ naiver Arbeitskollege und zukünftiger Schwiegersohn in Der Bankdetektiv (1940). In dem Laurel-und-Hardy-Film Die Teufelsbrüder (1932) verkörperte er einen verhinderten Bräutigam, der zu Unrecht als Don Juan verdächtigt wird. Er war ein hilfloser Tanzpartner von Katharine Hepburn in Alice Adams (1935) und, ohne sie gefragt zu haben, der Verlobte von Carole Lombard in Mein Mann Godfrey (1936). Meist zeichnete sich die Komik von Suttons Figuren durch ihr gänzliches Unvermögen aus, mit einer absurden Situation umzugehen.
Grady Sutton arbeitete während des Zweiten Weltkrieges beim Waffen- und Flugzeughersteller Lockheed, nachdem er wegen eines Magenleidens nicht für den aktiven Militärdienst akzeptiert worden war. In späteren Jahren blieben Suttons Rollen in Kino- und Fernsehproduktionen meist nur kleiner Natur, unter anderem im Drama Ein neuer Stern am Himmel (1954), dem Musical My Fair Lady (1964), der Westernparodie Latigo (1971) sowie der Sitcom Männerwirtschaft mit Jack Klugman und Tony Randall. In seinem Heimatland wurde er außerdem einem breiten Publikum auch durch Fernseh-Werbespots bekannt. Nach einer Nebenrolle in der Musikkomödie Rock ’n’ Roll Highschool verabschiedete Sutton sich 1979 aus dem Schauspielgeschäft.
Grady Sutton war nie verheiratet und hatte keine Kinder, der Filmhistoriker William Mann sah ihn als Beispiel einer „Hollywood Sissy“. Den Klischees über Homosexuelle entsprechend sei Sutton auch häufig in verweichlichten oder effeminierten Rollen besetzt worden, oder zumindest als komischer Charakter, der in der Gegenwart von Frauen panisch und unfähig agiert. Der Schauspieler verstarb 1995 im Alter von 89 Jahren.

## Filmografie (Auswahl)
- 1925: The Mad Whirl
- 1925: Der Sportstudent (The Freshman)
- 1926: Brown of Harvard
- 1929: Harold, der Drachentöter (Welcome Danger)
- 1929: The Sophomore
- 1932: Laurel und Hardy – Die Teufelsbrüder (Pack Up Your Troubles)
- 1932: Filmverrückt (Movie Crazy)
- 1932: Hot Saturday
- 1933: The Story of Temple Drake
- 1933: College Humor
- 1933: Eine Frau vergißt nicht (Only Yesterday)
- 1935: Man on the Flying Trapeze
- 1935: Alice Adams
- 1936: Mein Mann Godfrey (My Man Godfrey)
- 1936: Die zweite Mutter (Valiant Is the Word for Carrie)
- 1936: Der springende Punkt (Pigskin Parade)
- 1937: Waikiki Wedding
- 1937: Bühneneingang (Stage Door)
- 1938: Joy of Living
- 1938: Vivacious Lady
- 1938: Three Loves Has Nancy
- 1938: The Mad Miss Manton
- 1939: Ehrlich währt am längsten (You Can’t Cheat an Honest Man)
- 1939: Blondie Meets the Boss
- 1939: Drunter und drüber (It’s a Wonderful World)
- 1939: Nur dem Namen nach (In Name Only)
- 1940: Tropische Zone (Torrid Zone)
- 1940: Glückspilze (Lucky Partners)
- 1940: Der Bankdetektiv (The Bank Dick)
- 1941: Akkorde der Liebe (Penny Serenade)
- 1941: Blondie in Society
- 1941: Du gehörst zu mir (You Belong to Me)
- 1943: Immer mehr, immer fröhlicher (The More the Merrier)
- 1943: Harte Burschen – steile Zähne (A Lady Takes a Chance)
- 1943: Eine Frau hat Erfolg (What a Woman!)
- 1944: Als du Abschied nahmst (Since You Went Away)
- 1944: Johnny Doesn’t Live Here Anymore
- 1944: So ein Papa (Casanova Brown)
- 1945: Gauner und Gangster (Salty O’Rourke)
- 1945: Skandal bei Hofe (A Royal Scandal)
- 1945: Hilfe, ich bin Millionär (Brewster’s Millions)
- 1945: Die tollkühnen Abenteuer des Captain Eddie (Captain Eddie)
- 1945: Urlaub in Hollywood (Anchors Aweigh)
- 1945: Seine Frau ist meine Frau (Guest Wife)
- 1945: Broadway Melodie 1950 (Ziegfeld Follies)
- 1945: Sing Your Way Home
- 1946: Weißer Oleander (Dragonwyck)
- 1946: Erfüllte Träume (Two Sisters from Boston)
- 1946: Ball in der Botschaft (Holiday in Mexico)
- 1946: Eine Lady für den Gangster (Nobody Lives Forever)
- 1946: Karten, Kugeln, Banditen (Plainsman and the Lady)
- 1947: My Wild Irish Rose
- 1948: Zaubernächte in Rio (Romance on the High Seas)
- 1948: My Dear Secretary
- 1948: Pferdediebe am Missouri (Last of the Wild Horses)
- 1954: Der sympathische Hochstapler (Living It Up)
- 1954: Ein neuer Stern am Himmel (A Star Is Born)
- 1954: Weiße Weihnachten (White Christmas)
- 1955: Santiago – Der Verdammte (The Naked Dawn)
- 1960: Im Wilden Westen (Death Valley Days, Fernsehserie, Folge 9x11)
- 1960–1962: Lawman (Fernsehserie, 13 Folgen)
- 1961: Cheyenne (Fernsehserie, Folge 5x06)
- 1961: Tausend Meilen Staub (Rawhide, Fernsehserie, Folge 3x29)
- 1962: 77 Sunset Strip (Fernsehserie, Folge 4x39)
- 1962: Spiel mit mir (Billy Rose’s Jumbo)
- 1962: Something’s Got to Give
- 1963: Wenn mein Schlafzimmer sprechen könnte (Come Blow Your Horn)
- 1963: Dennis, Geschichten eines Lausbuben (Dennis the Menace, Fernsehserie, Folge 4x37)
- 1963: Vier für Texas (4 for Texas)
- 1964: My Fair Lady
- 1965: Amos Burke (Burke’s Law, Fernsehserie, Folge 2x23)
- 1965: Cowboy-Melodie (Tickle Me)
- 1965: Colorado Saloon 12 Uhr 10 (The Bounty Killer)
- 1966: Ein Mann wird gejagt (The Chase)
- 1966: Südsee-Paradies (Paradise, Hawaiian Style)
- 1966–1967: The Pruitts of Southampton (Fernsehserie, 11 Folgen)
- 1967: Batman (Fernsehserie, Folge 2x55)
- 1968: Star!
- 1968: Lass mich küssen deinen Schmetterling (I Love You, Alice B. Toklas)
- 1969: Hochwürden dreht sein größtes Ding (The Great Bank Robbery)
- 1970: Stellt euch vor, es gibt Krieg und keiner geht hin (Suppose They Gave a War and Nobody Came)
- 1970: Myra Breckinridge – Mann oder Frau? (Myra Breckinridge)
- 1970: Der „schärfste“ aller Banditen (Dirty Dingus Magee)
- 1971: Latigo (Support Your Local Gunfighter)
- 1972: Hawaii Fünf-Null (Hawaii Five-O, Fernsehserie, Folge 5x13)
- 1974: Männerwirtschaft (The Odd Couple, Fernsehserie, Folge 4x16)
- 1979: Rock ’n’ Roll Highschool